# Ahmad Fu'ad Muhyi al-Din
Aḥmad Fuʾād Muḥyi al-Dīn (1926 – Il Cairo, 5 giugno 1984) è stato un politico egiziano.
Aḥmad Fuʾād Muḥyi al-Dīn (in arabo أحمد فؤاد محيي الدين‎?) è stato dal 2 gennaio 1982 al 5 giugno 1984 il Primo ministro d'Egitto.
Era membro del Partito Nazionale Democratico, il partito unico governativo dell'Egitto.
| Controllo di autorità | VIAF (EN) 1491295 · ISNI (EN) 0000 0000 3463 0685 · LCCN (EN) n86079867 · GND (DE) 119141663 |